# Fahrenwalde
Fahrenwalde település Németországban, Mecklenburg-Elő-Pomeránia tartományban. Lakosainak száma 284 fő (2023. december 31.).

## Népesség
A település népességének változása:
| Lakosok száma | 292  | 293  | 282  | 277  | 284  |
|               | 2017 | 2019 | 2021 | 2022 | 2023 |